# 荒子川公園車站
荒子川公園站（日语：／ Arakogawa-kōen eki */?）位於愛知縣名古屋市港區寬政町五丁目。為名古屋臨海高速鐵道西名古屋港線（青波線）沿線車站之一，車站編號為AN08。本站由稻永車站來進行管理，只有固定的時間內才會有站務員來巡查。

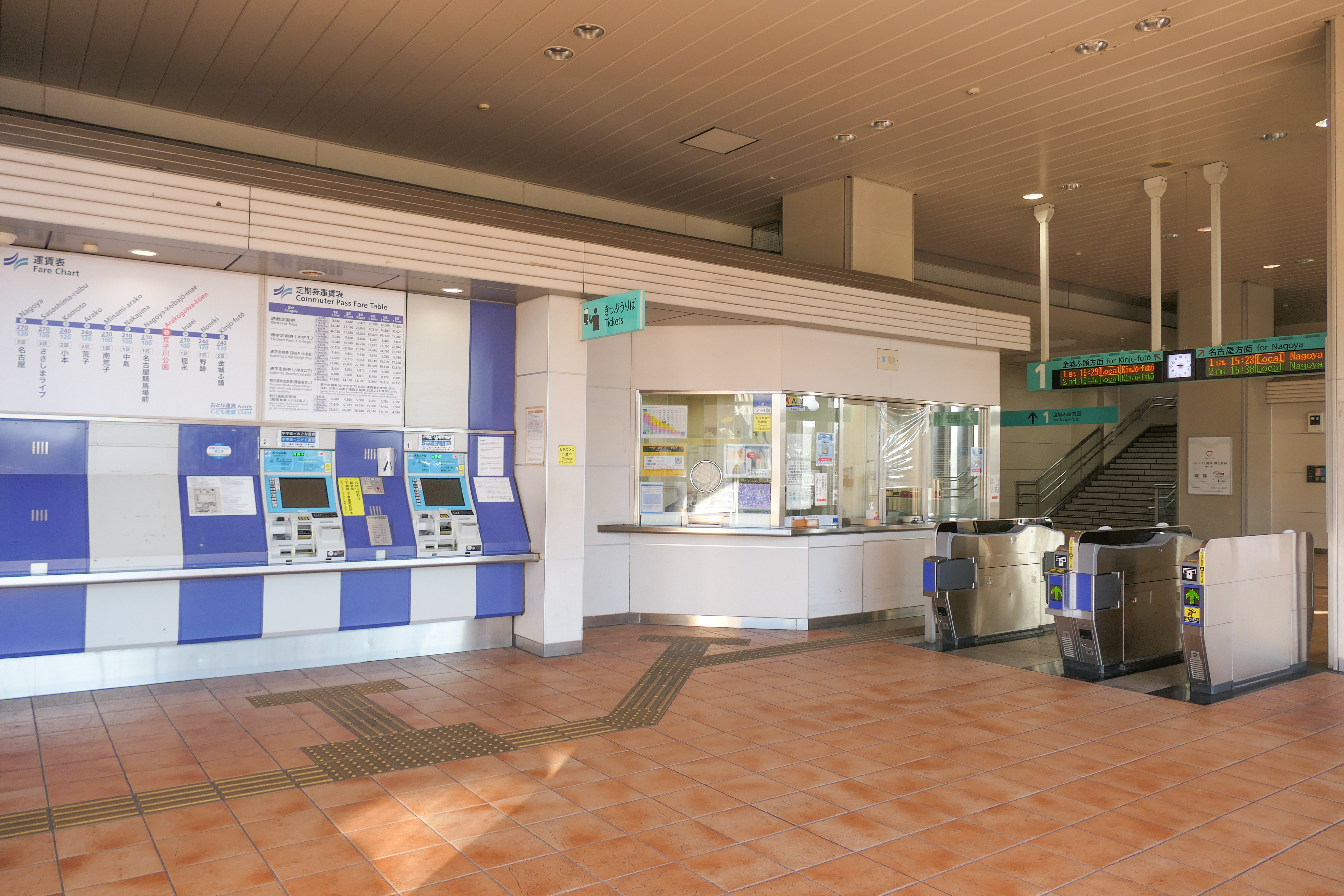
檢票口（2022年1月）

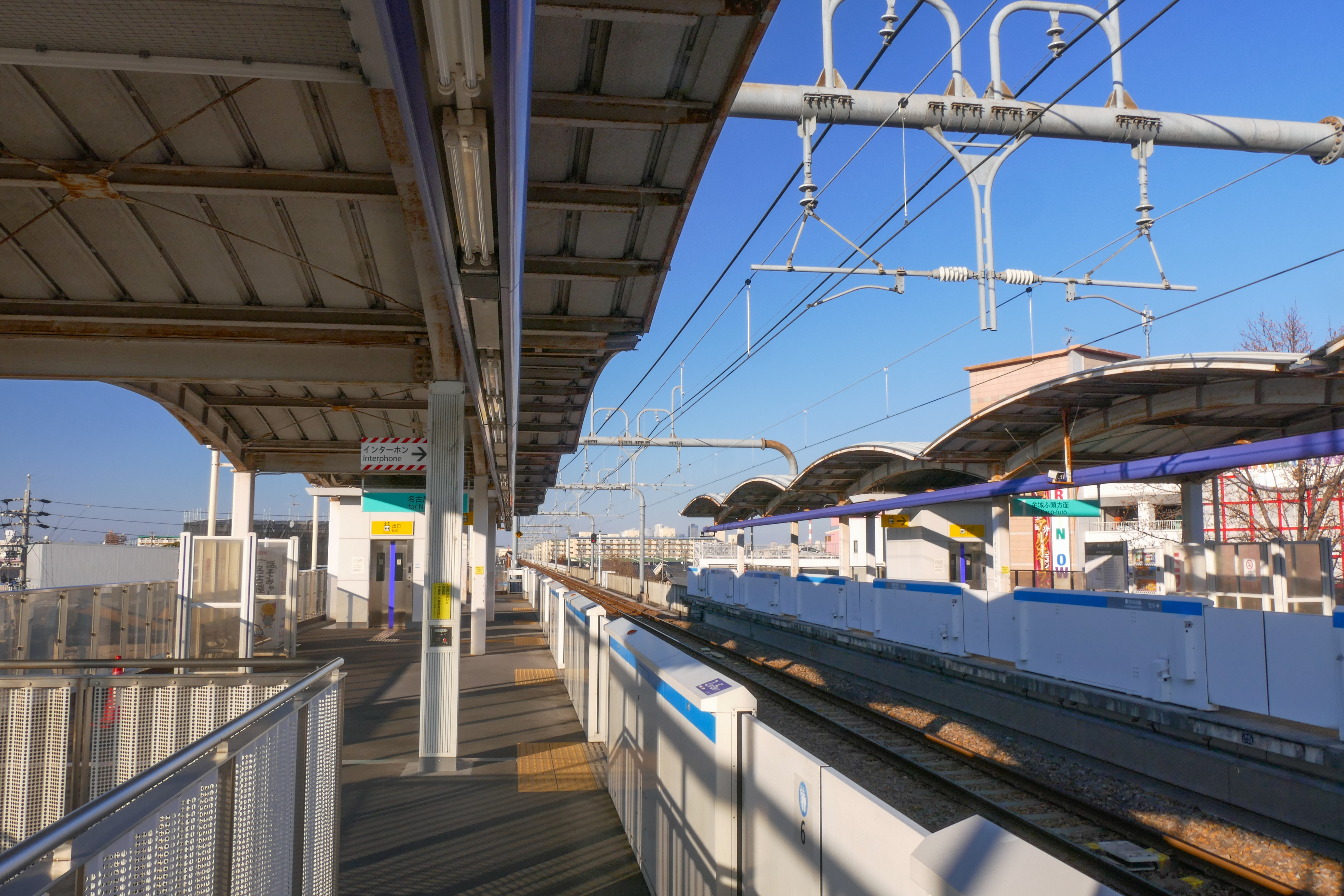
月台（2022年1月）

## 車站構造
為2面2線對向式月台之高架車站設計。本站設置電梯1座以配合無障礙環境。
1號及2號月台則為了乘客們之安全起見，皆設置了可動式月台門。

### 月台配置
| 月台 | 路線    | 方向 | 目的地           |
| ---- | ------- | ---- | ---------------- |
| 1    | ■青波線 | 下行 | 金城埠頭方向     |
| 2    | ■青波線 | 上行 | 荒子、名古屋方向 |

## 使用情況
| 年度               | 上車人次 | 上車人次  |
| 年度               | 1日平均  | 每年度    |
| ------------------ | -------- | --------- |
| 2004年（平成16年） | 1,855    | 328,375   |
| 2005年（平成17年） | 2,041    | 744,955   |
| 2006年（平成18年） | 2,314    | 844,790   |
| 2007年（平成19年） | 2,529    | 925,793   |
| 2008年（平成20年） | 2,598    | 948,350   |
| 2009年（平成21年） | 2,633    | 961,066   |
| 2010年（平成22年） | 2,647    | 966,110   |
| 2011年（平成23年） | 2,631    | 962,826   |
| 2012年（平成24年） | 2,833    | 1,034,000 |
| 2013年（平成25年） | 2,924    | 1,067,190 |
| 2014年（平成26年） | 2,996    | 1,093,719 |
| 2015年（平成27年） | 3,092    | 1,131,663 |
| 2016年（平成28年） | 3,029    | 1,105,443 |
| 2017年（平成29年） | 3,119    | 1,138,287 |
| 2018年（平成30年） | 3,034    | 1,107,251 |

## 相鄰車站
名古屋臨海高速鐵道
■西名古屋港線（青波線）
港北（AN07）－荒子川公園（AN08）－稻永（AN09）

## 外部連結
- 荒子川公園站 （页面存档备份，存于） - 名古屋臨海高速鐵道